# Débordement de la guerre du Tigré
Les débordements de la guerre du Tigré ont eu un impact sur d'autres pays de la région environnante, en particulier au Soudan. Ces débordements ont causé principalement la traversé de réfugiés éthiopiens, dont plus de 50 000 par la frontière entre l'Éthiopie et le Soudan. Il y a également eu des affrontements frontaliers, principalement entre les Forces armées soudanaises et les milices éthiopiennes, mais le gouvernement soudanais a également affirmé que des embuscades tendues par la Force de défense nationale éthiopienne avaient eu lieu. La plupart des combats se sont concentrés dans le district d'Al Fushqa, une plaine fertile revendiquée à la fois par le Soudan et l'Éthiopie.

## Chronologie

### 2020

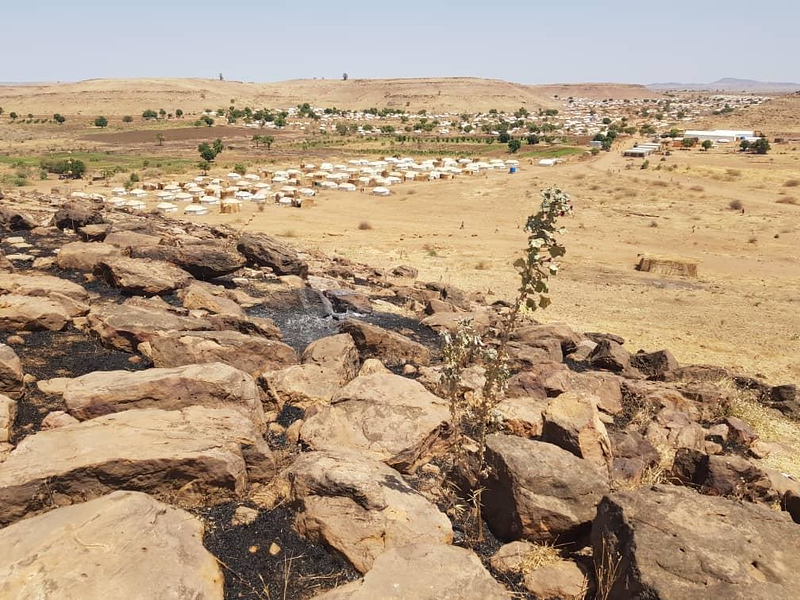
Camp de réfugiés Tigréens au Soudan.

Le 28 décembre, le Soudan déclare avoir repris 11 villages capturés par les milices éthiopiennes. Les combats dans la ville de Lilli après l'attaque des forces amharas ont déplacé 1 000 agriculteurs. Le 31 décembre, le ministre soudanais des Affaires étrangères par intérim, Omer Ismail, annonce lors d'une conférence de presse que les forces armées soudanaises avaient repris les territoires contestés restants du district d'al-Fashqa, qui était auparavant occupé par des agriculteurs amharas.

### 2021

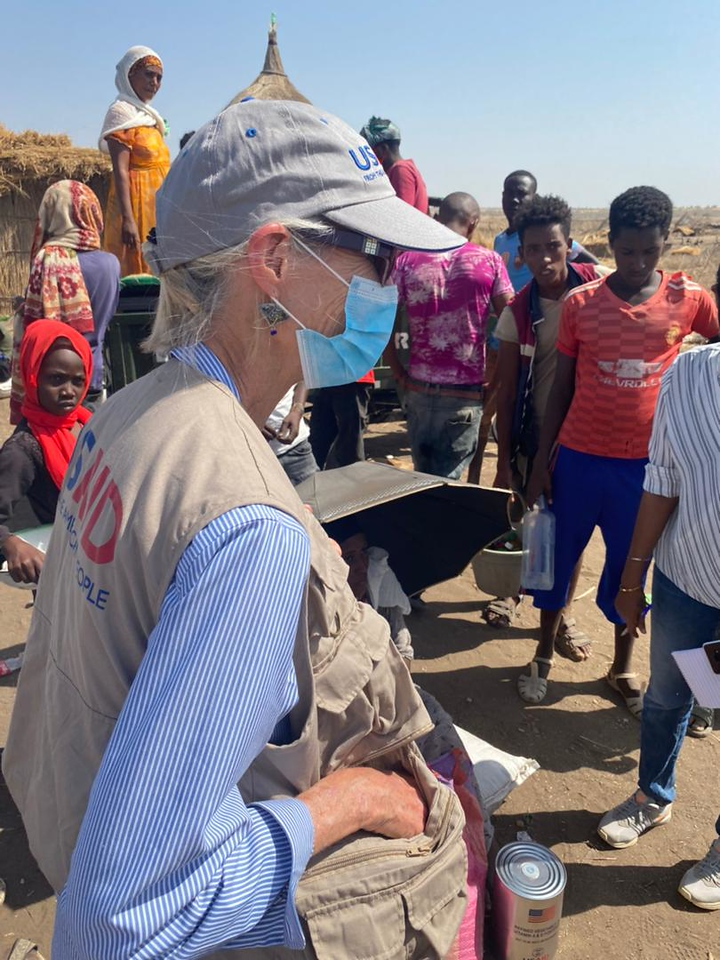
Un travailleur de l'USAID dans un camp de réfugiés soudanais

#### Janvier
Le 2 janvier 2021, le Soudan envoie des renforts à la frontière éthiopienne. Le lendemain, le Soudan arrête 45 combattants du TPLF qui sont passés au Soudan. Le 4 janvier, des milices Amhara d'Éthiopie ont enlevé et tué un nombre indéterminé d'éleveurs soudanais. Le 6 janvier, le Soudan déclare avoir repoussé deux attaques depuis l'Éthiopie et capturé un soldat éthiopien. Le 9 janvier, l'Éthiopie construit une clôture pour empêcher les réfugiés de passer au Soudan.
Le 11 janvier, les forces éthiopiennes progressent de 5 km en territoire soudanais, tuant six civils.
Le 13 janvier, un hélicoptère soudanais Mil Mi-24 s'écrase près de la frontière éthiopienne. Le même jour un avion militaire éthiopien franchit la frontière entre l'Éthiopie et le Soudan. L'armée soudanaise capture neuf camps militaires éthiopien. Le 18 janvier, Une attaque transfrontalière par une milice éthiopienne tue deux bergers à Gallabat. Les assaillants ont volé 250 moutons lors de l'attaque.
Le 20 janvier, un groupe de miliciens éthiopiens a attaqué en territoire soudanais à cinq kilomètres de la frontière, détruisant une voiture et blessant un agriculteur, l'attaque a déplacé 25 personnes. Le 24 janvier, L'Éthiopie a tiré des obus de mortier sur une patrouille soudanaise, obligeant le Soudan à répliquer par ses propres tirs de mortier dans l'est de la province d'Al-Gadaref. Le 28 janvier, l'Éthiopie a commencé à déployer de l'artillerie, des chars et des systèmes antiaériens à la frontière avec le Soudan.
Le 30 janvier, des milices éthiopiennes ont enlevé 3 marchands dans la région de Basindah, obligeant le Soudan à déployer des renforts militaires dans la région.

#### Février
Le 14 février 2021, le Soudan déclare que des soldats éthiopiens sont entrés sur son territoire. Le ministère éthiopien des Affaires étrangères a déclaré que le Soudan avait pillé et déplacé des citoyens éthiopiens depuis le 6 novembre 2020 et que l'armée soudanaise devrait évacuer la zone qu'elle a occupée de force. L'Éthiopie a également accusé le Soudan d'avoir pénétré sur son territoire. Le 20 février 2021, le Ministère des affaires étrangères a affirmé que les forces érythréennes étaient entrées dans la région d'al-Fashaga avec les forces éthiopiennes. Quatre jours plus tard, le 24 février, l'Érythrée a nié l'implication de ses forces dans les tensions aux frontières soudano-éthiopiennes. Déclarant qu'il souhaitait une solution pacifique au conflit et que son gouvernement comprend la position du Soudan concernant son droit d'étendre sa souveraineté sur son territoire. 
Le 23 février 2021, l'Éthiopie demande au Soudan de retirer ses troupes de la zone frontalière contestée avant le début des pourparlers de paix. La porte-parole du ministère éthiopien des Affaires étrangères, Dina Mufti, a déclaré que l'Éthiopie ne voulait plus entrer en conflit avec le Soudan. Elle a également déclaré que l'Éthiopie souhaitait revenir au compromis de 2008 qui permettrait aux troupes et aux civils éthiopiens d'entrer dans la région sans être dérangés. Enfin Mufti a déclaré qu'il y avait un tiers qui a poussé le Soudan à entrer en conflit avec l’Éthiopie. Le même jour, le Soudan a déclaré qu'il ne retirerait pas ses troupes de la région frontalière et a déclaré que le déploiement de l'armée soudanaise sur la bande frontalière avec l'Éthiopie était une décision définitive et irréversible.

#### Mars
Le 2 mars 2021, l'armée soudanaise a continué de pousser dans le dernier bastion éthiopien de Bereket dans la région frontalière contestée d'al-Fashaga contre les forces présentes soutenues par l'Éthiopie. Entre-temps, le Soudan a affirmé que les forces érythréennes aidaient les Éthiopiens.

#### Avril
Le 3 avril 2021, le Soudan ferme le poste frontière de Gallabat - Metemma avec l'Éthiopie, deux jours après que des miliciens éthiopiens ont attaqué des douaniers soudanais en présence de l'armée éthiopienne.
Le 8 avril, Walid Ahmad al-Sajjan, commandant de la cinquième brigade des forces armées soudanaises à Umm Barakit, déclare que l'armée soudanaise avait repris 95 % de la région contestée d'al-Fashaga à l'Éthiopie. Le 13 avril 2021, le Soudan libère 61 soldats éthiopiens qu'il avait capturés et les a remis au gouvernement éthiopien par le poste frontière de Gallabat.

#### Juillet
Le 23 juillet, Trois enfants Peuls sont enlevés par des milices éthiopiennes dans une zone proche de Gallabat et Metemma. Le capitaine soudanais Bahaa El-Din Youssef, commandant de la région militaire de Gallabat, a ensuite été capturé alors qu'il poursuivait la milice à l'origine de l'enlèvement. Le lendemain, le Soudan a de nouveau fermé le poste frontière de Gallabat.

#### Septembre
Le 26 septembre, l'armée soudanaise a déclaré que les forces éthiopiennes avaient tenté de s'emparer de la région d'Umm Barakit un jour plus tôt, mais avaient été contraintes de se retirer après une confrontation.
Le 27 novembre, au moins 20 soldats soudanais ont été tués dans une embuscade tendue par les forces éthiopiennes près de la frontière.

## Autres localisation de débordements

### Éthiopie
En Éthiopie, de nombreux combats ont eu lieu en dehors de la région du Tigré. Par exemple, de violents combats ont eu lieu dans la région Afar. Le conflit oromo et la deuxième insurrection en Ogaden ont également été soutenus par le TPLF.

### Érythrée
L'Érythrée, malgré son passé de relations hostile avec l'Éthiopie, se bat dans la région du Tigré aux côtés des forces éthiopiennes. L'Érythrée occupe actuellement un territoire au Tigré,.

### Soudan du sud
Le 29 novembre 2020, les allégations selon lesquelles le Soudan du Sud offrait refuge à Debretsion ont conduit l'ambassadeur d'Éthiopie au Soudan du Sud à retourner brusquement en Éthiopie, et les diplomates sud-soudanais en Éthiopie auraient eu 72 heures pour quitter le pays.

### Somalie
Le 7 décembre 2020, de violents combats ont éclaté entre la Mission de l'Union africaine en Somalie et les troupes éthiopiennes dans le district d'Halgan, en Somalie, lorsque les troupes éthiopiennes ont tenté de désarmer les troupes tigréennes dans leurs rangs. Au total, 21 soldats éthiopiens d'origine tigréenne et 20 autres soldats éthiopiens ont été tués dans la mutinerie militaire interne.

## Réfugiés
Tout au long de la guerre du Tigré, plus de 60 000 réfugiés éthiopiens ont fui vers le Soudan[Passage à actualiser]. Les Nations Unies gèrent plusieurs camps de réfugiés au Soudan, notamment des camps à Um Rakuba, Tunaydbah et Hamdayet,. Les réfugiés sont en grande partie Tigréens et Amharas.